# تيكومسيه (ميشيغان)
تيكومسيه (بالإنجليزية: Tecumseh)‏ هي مدينة صغيرة في مقاطعة ليواني في ولاية ميتشيغان الأمريكية. وهي تقع على تقاطع طريق M-50 مع نهر ريزن، على بعد بضعة أميال إلى الشرق من طريق M-52. تيكومسيه تبعد حوالي 60 ميلا (97 كلم) جنوب غرب ديترويت، 25 ميلا (40 كلم) إلى الجنوب من مدينة آن آربر، وبعد 40 ميلا (64 كيلومترا) إلى الشمال من مدينة توليدو بولاية أوهايو.
حسب تعداد عام 2010، بلغ عدد سكان المدينة 8,521 نسمة. وتحيط بلدة تيكومسيه بالمدينة من ثلاث جهات، ولكنها مستقلة سياسيا. بلدة ريزن تقع على الحدود مع الجزء الجنوبي من المدينة. تم تصنيف مدينة في المرتبة 93 في عام 2009، باعتبارها واحدة من 100 من أفضل المدن الصغيرة للعيش بواسطة CNNMoney.com.

## التركيبة السكانية
حدّد مكتب تعداد الولايات المتحدة بيانات التركيبة السكانية لتيكومسيه في تعداد الولايات المتحدة. في ما يلي، التركيبة السكانية حسب تعدادي 2000 و2010.

### تعداد عام 2000
بلغ عدد سكان تيكومسيه 8,574 نسمة بحسب تعداد عام 2000، وبلغ عدد الأسر 3,499 أسرة وعدد العائلات 2,339 عائلة مقيمة في المدينة. في حين سجلت الكثافة السكانية 561.9 نسمة لكل كيلومتر مربع (1,455.3/ميل2). وبلغ عدد الوحدات السكنية 3,651 وحدة بمتوسط كثافة قدره 239.3 لكل كيلومتر مربع (619.8/ميل2).
وتوزع التركيب العرقي للمدينة بنسبة 95.85% من البيض و0.19% من الأمريكيين الأفارقة و0.63% من الأمريكيين الأصليين و0.69% من الأمريكيين ذوي الأصول الآسيوية و0.01% من سكان جزر المحيط الهادئ و1.49% من الأعراق الأخرى و1.14% من عرقين مختلطين أو أكثر و4.40% من الهسبانيون أو اللاتينيون من أي عرق.
بلغ عدد الأسر 3,499 أسرة كانت نسبة 35.4% منها لديها أطفال تحت سن الثامنة عشر تعيش معهم، وبلغت نسبة الأزواج القاطنين مع بعضهم البعض 52.8% من أصل المجموع الكلي للأسر، ونسبة 10.5% من الأسر كان لديها معيلات من الإناث دون وجود شريك، بينما كانت نسبة 3.6% من الأسر لديها معيلون من الذكور دون وجود شريكة وكانت نسبة 33.2% من غير العائلات. تألفت نسبة 28.5% من أصل جميع الأسر من عدة أفراد يعيشون في نفس المنزل ونسبة 12.2% كانت تتألف من شخص يعيش بمفرده يبلغ من العمر 65 عاماً أو أكثر. وبلغ متوسط حجم الأسرة المعيشية 2.42، أما متوسط حجم العائلات فبلغ 2.99.
بلغ العمر الوسطي للسكان 36.3 عاماً. وكانت نسبة 26.4% من القاطنين تحت سن الثامنة عشر، وكانت نسبة 7.5% بين الثامنة عشر والرابعة والعشرين عاماً، ونسبة 29.4% كانت واقعةً في الفئة العمرية ما بين الخامسة والعشرين والرابعة والأربعين عاماً، ونسبة 21.4% كانت ما بين الخامسة والأربعين والرابعة والستين، ونسبة 14.2% كانت ضمن فئة الخامسة والستين عاماً فما فوق. يوجد لكل 100 أنثى 93.5 ذكر، ويوجد لكل 100 أنثى في الثامنة عشر من عمرها فما فوق 88.3 ذكر.
بلغ متوسط دخل الأسرة في المدينة 46,106 دولارًا، أما متوسط دخل العائلة فبلغ 58,239 دولارًا. وكان متوسط دخل الذكور 39,672 دولارًا مقابل 27,630 دولارًا للإناث. وسجل دخل الفرد الخاص بالمدينة 22,797 دولارًا. وكانت نسبة 3.5% من العائلات ونسبة 4.9% من السكان تحت خط الفقر، وكان من هؤلاء نسبة 3.9% تحت سن الثامنة عشر ونسبة 7.4% في الخامسة والستين من العمر وما فوق.

### تعداد عام 2010
بلغ عدد سكان تيكومسيه 8,521 نسمة بحسب تعداد عام 2010، وبلغ عدد الأسر 3,604 أسرة وعدد العائلات 2,304 عائلة مقيمة في المدينة. في حين سجلت الكثافة السكانية 558.4 نسمة لكل كيلومتر مربع (1,446.2/ميل2). وبلغ عدد الوحدات السكنية 3,957 وحدة بمتوسط كثافة قدره 259.3 لكل كيلومتر مربع (671.6/ميل2).
وتوزع التركيب العرقي للمدينة بنسبة 96.02% من البيض و0.40% من الأمريكيين الأفارقة و0.43% من الأمريكيين الأصليين و0.73% من الأمريكيين ذوي الأصول الآسيوية و0.01% من سكان جزر المحيط الهادئ و0.83% من الأعراق الأخرى و1.57% من عرقين مختلطين أو أكثر و4.45% من الهسبانيون أو اللاتينيون من أي عرق.
بلغ عدد الأسر 3,604 أسرة كانت نسبة 32.4% منها لديها أطفال تحت سن الثامنة عشر تعيش معهم، وبلغت نسبة الأزواج القاطنين مع بعضهم البعض 49% من أصل المجموع الكلي للأسر، ونسبة 11.3% من الأسر كان لديها معيلات من الإناث دون وجود شريك، بينما كانت نسبة 3.6% من الأسر لديها معيلون من الذكور دون وجود شريكة وكانت نسبة 36.1% من غير العائلات. تألفت نسبة 31.2% من أصل جميع الأسر من عدة أفراد يعيشون في نفس المنزل ونسبة 14.1% كانت تتألف من شخص يعيش بمفرده يبلغ من العمر 65 عاماً أو أكثر. وبلغ متوسط حجم الأسرة المعيشية 2.35، أما متوسط حجم العائلات فبلغ 2.96.
بلغ العمر الوسطي للسكان 39.8 عاماً. وكانت نسبة 24.7% من القاطنين تحت سن الثامنة عشر، وكانت نسبة 7% بين الثامنة عشر والرابعة والعشرين عاماً، ونسبة 25.4% كانت واقعةً في الفئة العمرية ما بين الخامسة والعشرين والرابعة والأربعين عاماً، ونسبة 27.3% كانت ما بين الخامسة والأربعين والرابعة والستين، ونسبة 15.5% كانت ضمن فئة الخامسة والستين عاماً فما فوق. وتوزع التركيب الجنسي للسكان بنسبة 46.8% ذكور و53.2% إناث.

## أعلام
- أندرو كيهو

## تلمراجع
1. ↑  United States Census 2010 (بالإنجليزية), QID:Q523716
2. ↑  تعداد الولايات المتحدة 2020، QID:Q23766566
3. ↑  مكتب تعداد الولايات المتحدة، المحرر (17 مارس 2022)، 2016–2020 American Community Survey، QID:Q111610221
4. ↑  GeoNames (بالإنجليزية), 2005, QID:Q830106
5. 1 2  مكتب تعداد الولايات المتحدة (19 Dec 2012). "U.S. Census website" (بالإنجليزية). Archived from the original on 2021-7-9. Retrieved 2021-07-10. {{استشهاد ويب}}: |archive-date= / |archive-url= timestamp mismatch (help)